# Sinngedichte
Sinngedichte  (Epigrammi) op. 1, è un valzer di Johann Strauss (figlio).

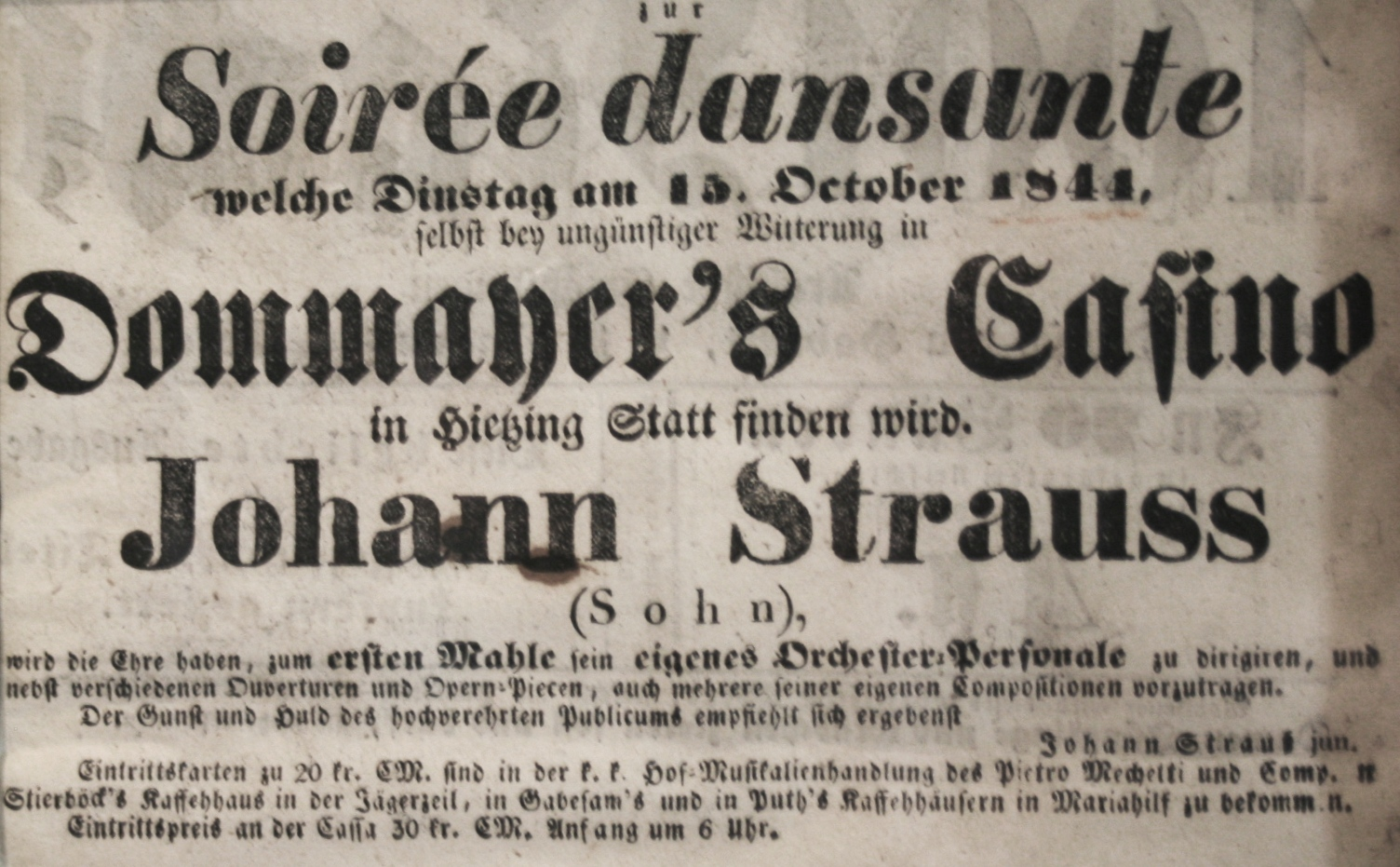
Annuncio dell'esibizione di Johann Strauss jr.

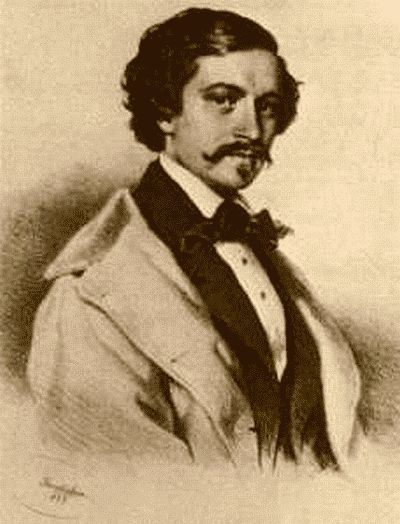
Johann Strauss ritratto negli anni in cui debuttò come compositore.

Quando la stampa viennese diede l'annuncio che Johann Strauss jr., lo sconosciuto figlio di Johann Strauss padre, il 15 ottobre 1844 avrebbe debuttato come compositore e direttore d'orchestra intrigò molto il pubblico viennese che attese con ansia il giorno del debutto, specialmente perché come luogo era stato scelto il Casinò Dommayer di Hietzing, locale in cui Strauss padre si esibiva regolarmente.
Dopo aver ottenuto il permesso dal consiglio municipale di Vienna, il 5 settembre 1844, per "Esibirmi con un'orchestra da 12 a 15 elementi in locali e al Casinò Dommayer di Hietzing che già mi ha assicurato di poter tenere spettacoli musicali non appena avrò creato una mia orchestra", il diciottenne Johann Strauss reclutò i membri della sua orchestra alla taverna Zur Stadt Belgrad nel sobborgo di Josefstadt.
Fu così che il 15 ottobre 1844 Johann Strauss jr. fece il suo debutto nel mondo musicale esibendosi con la sua orchestra al Casinò Dommayer davanti ad un pubblico di circa 600 persone.
Naturalmente non vi fu molto interesse per le interpretazioni che il ragazzo diede delle opere di suo padre, Auber, Franz von Suppé e Giacomo Meyerbeer, il pubblico voleva sentire le composizioni del giovane musicista.
Il pubblico non fu deluso e ciascuno dei quattro brani scritti appositamente per l'occasione fu accolto da un tripudio di applausi e da numerose richieste di bis.
L'editore di Johann, Pietro Mechetti, successivamente annotò i numeri delle 4 opere in ordine inverso a quello in cui i lavori furono eseguiti: Gunstwerber op. 4, valzer, Herzenslust op. 3, polka, Debut-Quadrille op. 2, Sinngedichte op. 1, valzer.